# Jolón
Jolón (en hebreo: חולון‎) es una ciudad ubicada en el distrito de Tel Aviv de Israel. Su superficie es de 19,2 km². La ciudad fue fundada en 1936 tras la unión de cinco barrios: Shjunat Am, Garin, Agrobank, Kiriat Avodá y Moledet. Jolón fue declarada ciudad en 1950.
En el año 2005 residían en Jolón 180.000 habitantes, la gran mayoría judíos, pero también 346 samaritanos. El crecimiento de la población es de 0,1 por ciento al año. Es la novena ciudad más grande de Israel por su número de habitantes. 
Jolón cuenta con 49 escuelas (33 primarias y 27 secundarias), 153 jardines de infantes, un teatro y 105 sinagogas. La zona industrial de Jolón es una de las más grandes de Israel.

## Historia
El nombre de la ciudad procede de la palabra hebrea חולות (Jolot) que significa "arenas", porque fue construida en unas tierras que parecían un desierto cubierto de arena. Estas tierras fueron compradas a principios de los años 30 por Shlomó Garin, hoy conocido como el fundador de Jolón. Durante los años treinta se construyeron cinco barrios y en 1940 se unieron bajo el nombre Jolón. Durante la Guerra de Independencia de Israel en 1948, los barrios de Jolón fueron blanco de francotiradores árabes de aldeas cercanas, hasta que las fuerzas de la Haganá lograron conquistar la colina de Tel Arish, feudo de los francotiradores, luego convertida en un parque de homenaje a los combatientes judíos. En 1950 Jolón fue reconocida como ciudad. Jaím Kúguel fue su primer alcalde. Tras su fallecimiento en 1953 fue nombrado alcalde Pinjás Eilón, que ocupó su cargo durante 34 años. Durante su mandato, la ciudad creció notablemente y fueron construidos barrios nuevos. En 1954 el entonces presidente de Israel Yitzhak Ben-Zvi fundó el barrio samaritano en la ciudad, al que inmigraron samaritanos procedentes de Tel Aviv-Yafo, Ramat Gan y Nablus. En 1993 fue elegido como alcalde Moti Sasson, que contribuyó notablemente al desarrollo de Jolón, haciéndola una ciudad florecida con numerosos parques, árboles y plantas. Entre los grandes proyectos de la época de su mandato se encuentran: el "Museo de los niños", el Parque Péres y el centro comercial de Jolón.

## Los barrios
- Agrobank - el barrio céntrico de Jolón, fue construido en los años 30.
- Kiriat Avodá - fundado el los años 30.
- Garin - llamado en nombre del fundador de Jolón, fue el primer barrio de la ciudad, fundado en 1933.
- Shjunat Am - fundado en los años 30, está situado al este del barrio Garin.
- Resko - se sitúa al sur del centro de la ciudad y se divide en Resko A, Resko B y Resko C.
- Tel Guiborim (Colina de héroes) - se sitúa alrededor de la colina Tel Arish, antiguo feudo de francotiradores árabes, que fue liberada por la Haganá. El barrio fue construido en los años 50 y cuenta con el segundo parque más grande de la ciudad, que es un homenaje a los caídos durante la Guerra de Independencia de Israel.
- Jessi Cohen - un barrio construido en los años 50 para los nuevos inmigrantes.
- Nevé-Arazim - en los años 50 fue un campo de acogida (maabará) de inmigrantes judíos procedentes de países árabes. Al principio consistía en tiendas de campaña y otras viviendas temporales y precarias, luego se convirtió en un barrio como cualquier otro.
- Nevé-Pinjás - está situado al lado de Nevé-Arazim, fue fundado en 1954 para las familias samaritanas repartidas por Tel Aviv-Yafo y Ramat Gan.
- Neot-Rajel - fue construido el los años 60 en el sur de Jolón y cuenta con un gran centro comercial.
- Kiriat Sharet - fue construido en los años 70 en el sureste de Jolón. Cuenta con un conocido parque acuático llamado "Yamit 2000", el Museo Infantil y el Parque Péres.
- Kiriat Ben Gurión - un prestigioso barrio construido en los años 80 y 90.
- Neot Shoshanim.
- Kiriat Rabin - se sitúa al norte de Kiriat Ben Gurión.
- Kiriat Pinjás Eilón - el barrio más nuevo de Jolón, está en fase de construcción.

## Los alcaldes
- Jaím Kúguel (1940-1953)
- Pinjás Eilón (1953-1987)
- Jaím Sharón (1987-1989)
- Moshé Rom (1989-1993)
- Motti Sasson (1993-)